# Perroquet (voile)
Pour les articles homonymes, voir Perroquet (homonymie) et Perroquet (marine).

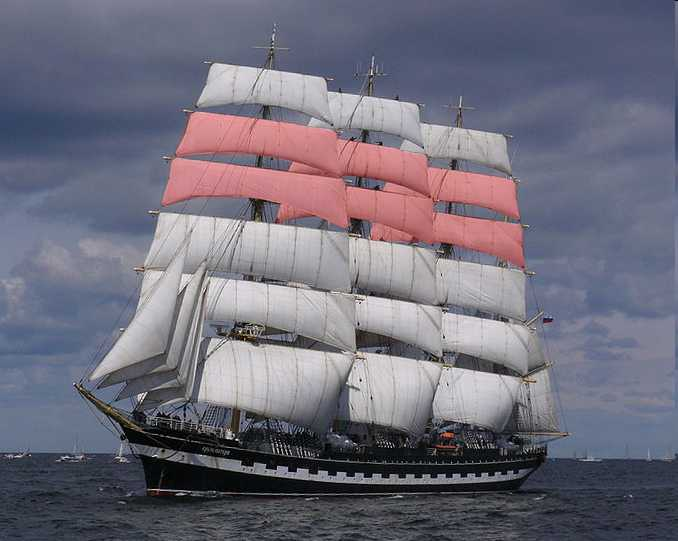
Les Perroquets doublés du Krusenstern

Dans les voiliers comportant plus de deux voiles par mât : le perroquet (topgallant sail en anglais) est une voile carrée haute se trouvant au-dessus du hunier.

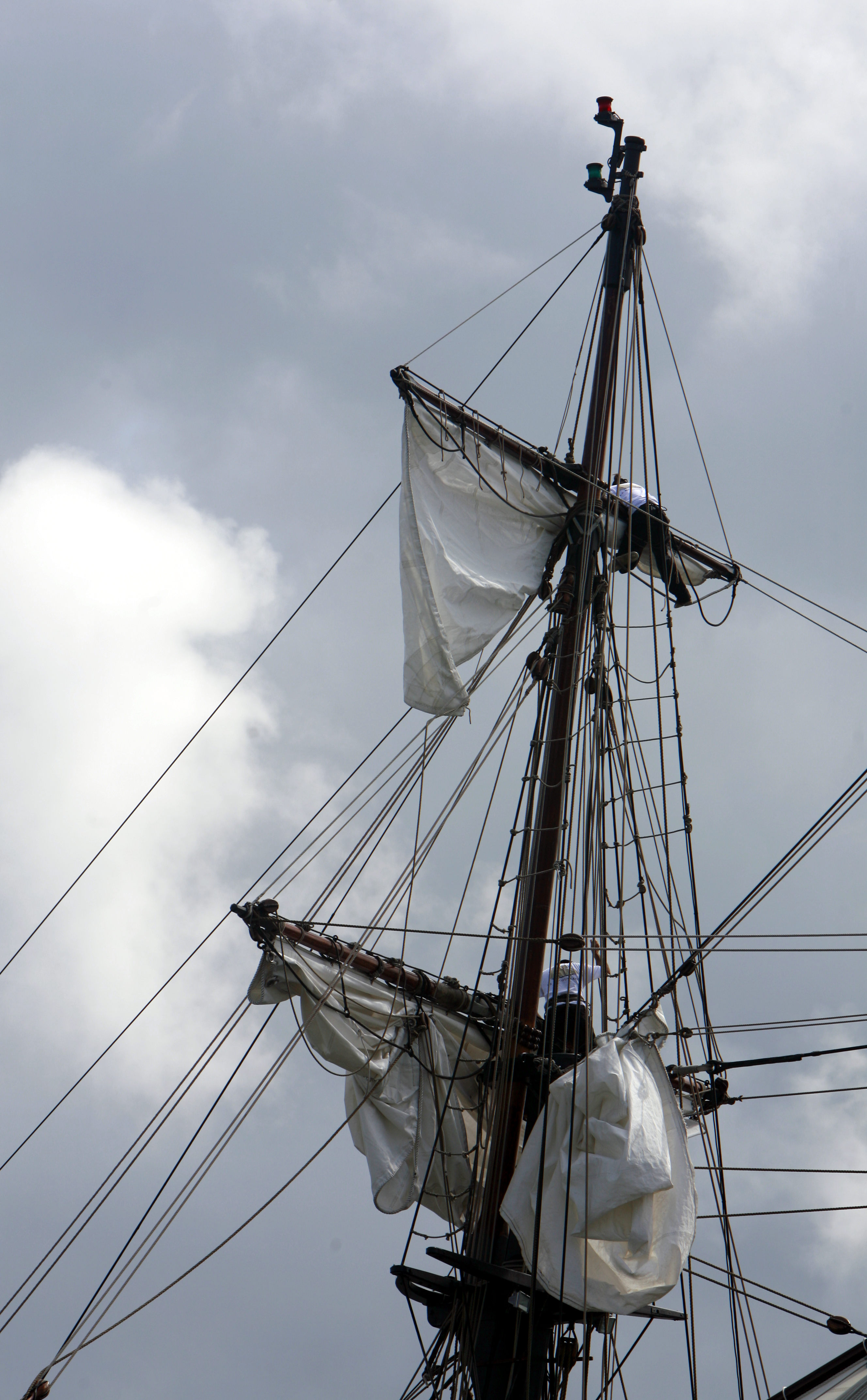
Gabier sur le perroquet de La Recouvrance

Il s'agit souvent de la voile la plus haute (généralement la 3e), mais elle peut être surmontée d'une autre voile : Le cacatois.

## Étymologie
Le nom viendrait, comme les autres voiles, de nom d'oiseaux. Ici, le perroquet.

## Nom des voiles

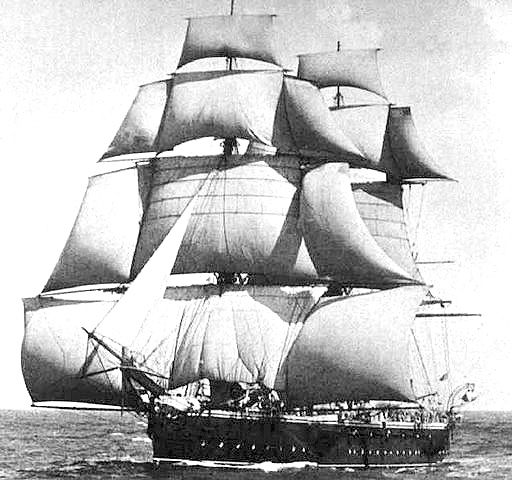
Corvette toutes voiles déployées, les perroquets constituent les 3e voiles les plus hautes sur les 2 mâts visibles

Il existe plusieurs types de perroquets en fonction du mât où ils se trouvent :
- petit perroquet, ou perroquet de misaine sur le mât de misaine[3].
- grand perroquet, sur le grand mât[3].
- perruche[3], sur le mât d'artimon (le terme "perroquet d'artimon" n'est pas utilisé).

Lorsqu'on rencontre un seul perroquet par mât on parle de « perroquet plein ».
Certains gros voiliers disposent de très nombreuses voiles (jusqu'à sept par mât). Les voiles sont dédoublées et on rencontre :
- petit perroquet fixe (en bas) et petit perroquet volant (en haut), sur le mât de misaine.
- grand perroquet fixe (en bas) et grand perroquet volant (en haut), sur le grand mât.
- perruche fixe (bas) et perruche volante (en haut), sur le mât d'artimon

Dans cette configuration les perroquets sont les 4e et 5e voiles. En anglais cela donnera dans cette configuration : lower topgallant et upper togallant sail.
Il est possible de rencontrer dans de rares configurations des perroquets triples. Les voiles ne sont pas suivies des adjectifs « fixes » et « volant » mais « basse », « moyenne » et « hautes ».
Il existe aussi des perroquets de beaupré, hissés sur un mâtereau vertical au bout du beaupré. Cela reste un gréement peu commun.

## Ne pas confondre
Le terme perroquet de fougue désigne en fait les huniers du mât d'artimon.